# تيدي أوبراين
تيدي أوبراين (بالإنجليزية: Teddy O'Brien)‏ هو لاعب كرة القدم الغالية أيرلندي، ولد في 1949 في Blackpool, Cork ‏ في جمهورية أيرلندا، وتوفي في 2000.